# 六龜里事件
六龜里事件發生於台灣日治時期，為霧社事件之前的台灣原住民襲警事件之一，因為發生地點在台灣高雄六龜里的上寶來日警派出所，因此稱為六龜里事件或上寶來事件。
1914年12月月初發生的台灣原住民襲警事件，造成兩駐日警遭馘首，據信為台灣原住民霧鹿社、溪頭社共16人所為。該出草行為震驚台灣總督府，不但全面戒備且加強工事與增派警員，但之後該襲警事件仍層出不窮，越演越烈。礙於情勢，主管該地區的日警，不得不於荖濃溪沿岸，增設特別隘勇線，共配置338名日警警力，方遏止此襲警行為。